# Samuel B. Moore
Pour les articles homonymes, voir Samuel Moore et Moore.
Samuel B. Moore, né en 1789 dans le comté de Franklin (Tennessee) et mort le 7 novembre 1846 à Carrollton (Alabama), est un homme politique démocrate américain. Il est gouverneur de l'Alabama en 1831.

## Biographie
Lorsqu'il est jeune, il déménage avec ses parents, Matthew et Letita Moore, dans le comté de Jackson (Alabama).
Il est d'abord élu à la Chambre des représentants de l'Alabama en 1823 puis devient membre du Sénat de l'Alabama à partir de 1828 jusqu'en 1831. Cette même année, en mars, il en devient président. Dès lors, Moore s'efforce d'appliquer les politiques précédemment commencées, à savoir le démarrage du premier chemin de fer ou l'ouverture de la première université en Alabama. Il s'oppose également à l'invalidation de la banque centrale de l'Alabama.
Moore propose sa candidature aux nouvelles élections en 1831, mais il est vaincu par John Gayle. Il quitte le comté de Jackson en novembre 1831 et retourne dans le comté de Pickens, au sein duquel il est de nouveau élu comme membre du Sénat de 1834 à 1838.
Par la suite, il devient juge à la Cour du Comté de Pickens, à partir de 1835 jusqu'en 1841.
Il repose au cimetière de Carrollton, en Alabama.